# St. Petri (Emersleben)

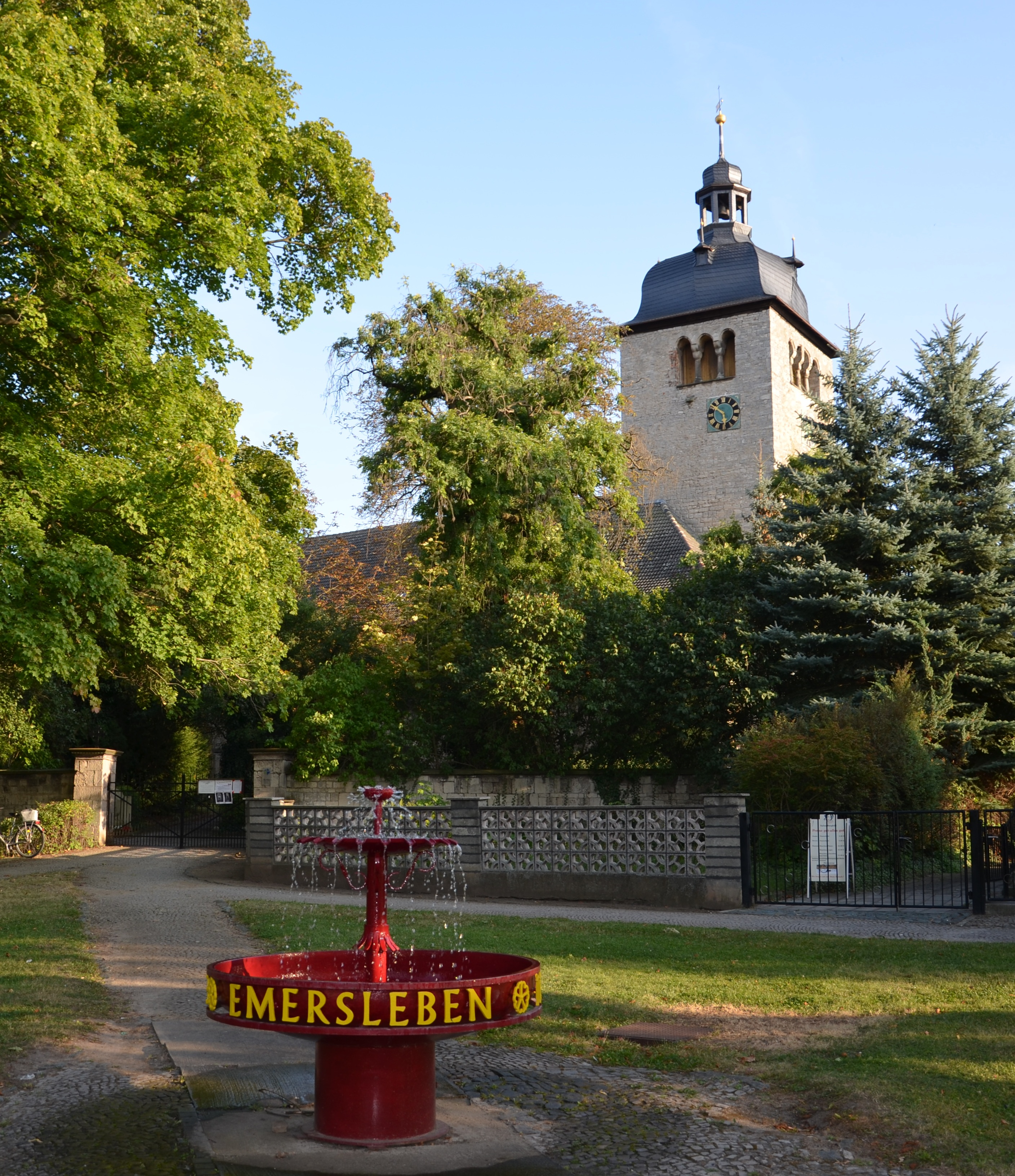
St. Petri (Emersleben)

Die evangelische Kirche St. Petri ist eine barocke Saalkirche mit romanischem Westturm im Ortsteil Emersleben von Halberstadt im Landkreis Harz in Sachsen-Anhalt. Sie gehört zur Kirchengemeinde Wegeleben im Kirchenkreis Halberstadt der Evangelischen Kirche in Mitteldeutschland (EKMD).

## Geschichte und Architektur
Die Kirche ist ein barocker Saalbau, der über dem Nordportal auf das Jahr 1742 datiert ist, und einen quadratischen romanischen Westturm in der Südwestecke einbezieht. Eine Restaurierung erfolgte im Jahr 1970. Der Turm zeigt gekuppelte Schallöffnungen über Säulchen mit Würfelkapitellen und ist mit einer barocken Haube mit Laterne abgeschlossen. Über dem Nordportal ist eine Skulptur des Heiligen Petrus in einer Muschelnische aufgestellt.
Im Innern war das Turmuntergeschoss einst durch einen großen Rundbogen zum geräumigen Schiff hin geöffnet. Der Raum ist durch eine Flachdecke über einer hohen Voute geschlossen, in der Gemälde eingefügt sind: in der Mitte die Kreuzigung, über der Loge an der Nordseite die Auferstehung und das Jüngste Gericht; in der Sakristei ein weiteres Gemälde der Auferstehung. Drei Fenster mit Glasmalereien vom Ende des 19. Jahrhunderts haben die Zerstörungen des Zweiten Weltkriegs überdauert.

## Ausstattung
Das Hauptstück der wertvollen Ausstattung ist die Altarwand mit einem großen, breit gelagerten Säulenaufbau mit seitlichen Durchgängen, über denen in Muschelnischen Petrus und Mose dargestellt sind, auf dem gesprengten Mittelgiebel die Figuren von Glaube und Hoffnung; als Bekrönung der auferstandene Christus. Die Kanzel wurde nachträglich eingefügt. Vor dem Altar stehen zwei Engel und ein barockes Lesepult.
Der Orgelprospekt von 1750 ist mit geschnitzten Wappen versehen, an der Brüstung der Orgelempore sind drei Gemälde (Sündenfall, Taufe Jesu und Auferstehung) angebracht. Das heutige Werk der Orgel mit 30 Registern auf drei Manualen und Pedal wurde von Wilhelm Rühlmann im Jahr 1900 eingebaut.
Zur Ausstattung gehört ein spätgotischer geschnitzter Kruzifixus. Drei figürliche Grabsteine stammen aus dem 16. Jahrhundert; derjenige für Erasmus von Dorstadt († 1574) ist mit einer fein gestalteten Renaissancerahmung versehen. Ein Relief der Auferstehung vom Ende des 15. Jahrhunderts stammt vermutlich von einem Epitaph.